# Pinaropappus spathulatus
Pinaropappus spathulatus là một loài thực vật có hoa trong họ Cúc. Loài này được Brandegee miêu tả khoa học đầu tiên năm 1906.